# Mendata
Mendata è un comune spagnolo di 339 abitanti situato nella comunità autonoma dei Paesi Baschi.